# Reactor de fusión nuclear

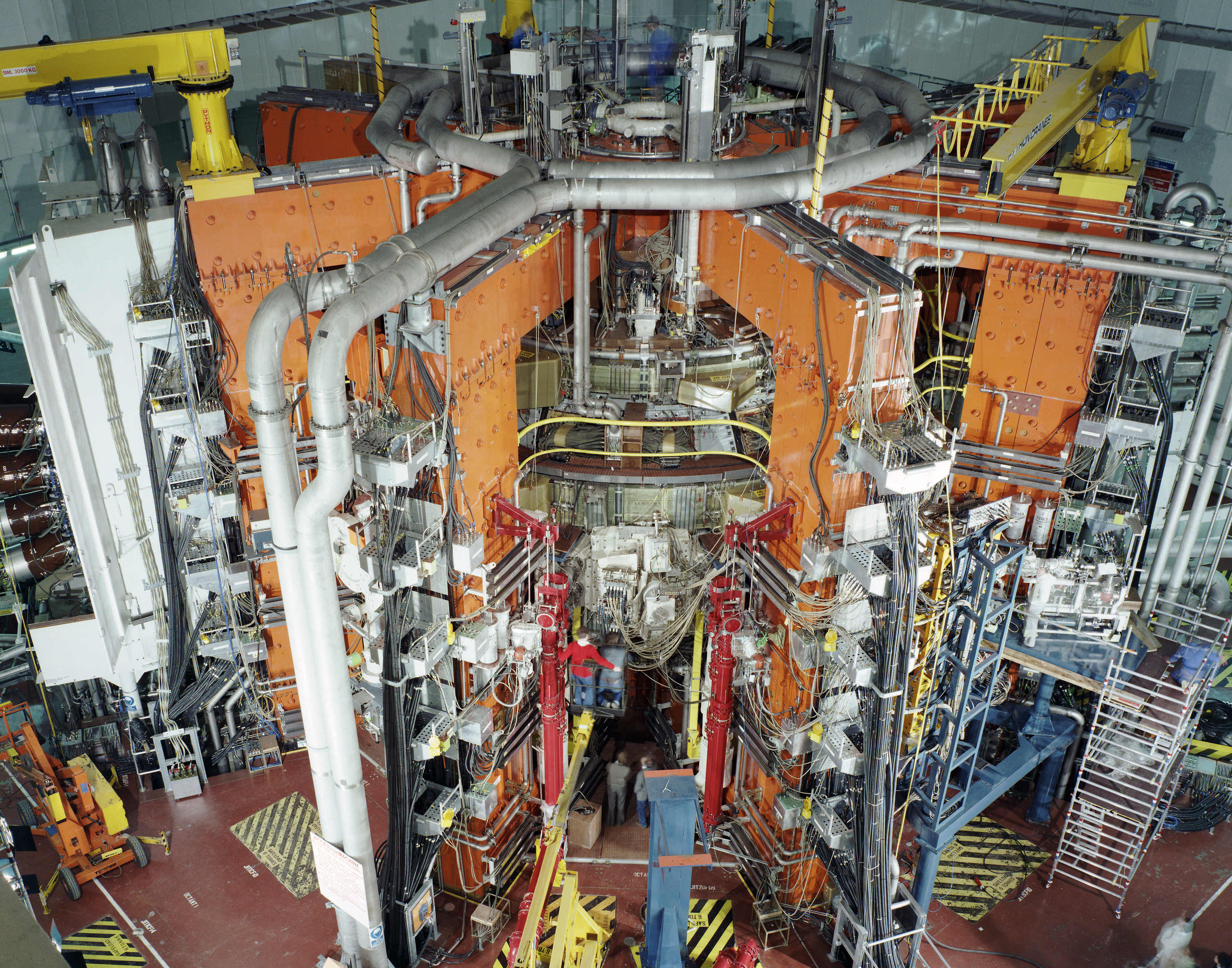
(Reactor de fusión experimental JET).
Este reactor del tipo tokamak y el simulador por confinamiento magnético stellarator Wendelstein 7-X de eje de la hélice optimizada, son los reactores más grandes del mundo en la actualidad.

Los reactores de fusión nuclear o reactores de fusión atómica son proyectos experimentales viables, que se hallan en proceso de diseño y realización. Se utilizarán para la generación de energía a partir de la fusión termonuclear de iones confinados mediante una implosión o por campos magnéticos.
En un intento por replicar los procesos de fusión nuclear que se producen en el interior de las estrellas, algunos organismos internacionales planean el estudio y el desarrollo de las diferentes tecnologías, necesarias para llevar a cabo la construcción de centrales termonucleares de fusión donde la demanda lo precise.
Mediante el desarrollo de una hoja de ruta, estas tecnologías han de probar su viabilidad, seguridad y eficiencia.
A partir del primer cuarto de siglo, comenzarán a ponerse en marcha los modelos experimentales más importantes. Será entonces cuando los diferentes reactores, demostraran sus capacidades en un contexto ecológico.
A partir del año 2050, si se supera con éxito el proyecto DEMO; ITER, junto a las demás propuestas internacionales, comenzaran la construcción de centrales de fusión por todo el planeta. 
Las reservas necesarias del combustible utilizado, (deuterio y tritio) son prácticamente inagotables. Se estudian combustibles que además de ofrecer una alta generación de energía, ofrezcan los mejores estándares de seguridad y respeto del entorno.

## Historia
En 1854 Hermann von Helmholtz junto a William Thomson, primer barón Kelvin, describieron el proceso que se conoce como mecanismo de Kelvin-Helmholtz que postulaba que si la materia de una estrella cae hacia su centro, la estrella se contraerá gradualmente, y en contrapartida emitirá radiación durante mucho tiempo.
Hubo que esperar hasta el conocimiento de la física nuclear y en 1920, Arthur Eddington, fue el primero en sugerir que las estrellas obtenían su energía a partir de la fusión nuclear del hidrógeno en helio. En 1928, George Gamow dedujo el llamado "factor de Gamow", una fórmula mecánico-cuántica que da la probabilidad de encontrar a una temperatura determinada dos núcleos suficientemente próximos como para que puedan saltarse la barrera coulombiana. El factor de Gamow fue usado en esa década por el astrónomo inglés Atkinson y el físico austríaco Houtermans y más tarde por el propio Gamow y por Teller para calcular el ritmo con el que las reacciones nucleares se producían a las altas temperaturas existentes en el interior de las estrellas.
En 1939, en un artículo titulado Energy Production in Stars, el físico alemán-estadounidense Hans Bethe, describió el mecanismo de la fusión de núcleos de hidrógeno en el interior del sol, conocido como "el ciclo de Bethe", obteniendo el Premio Nobel de Física en 1967.
Ya en 1950 los físicos soviéticos Ígor Tamm y Andréi Sájarov diseñaron una botella magnética, el tokamak, apropiada para confinar un plasma. Sus posteriores investigaciones sobre armas nucleares apartarían del proyecto a Sájarov. Ese mismo año Lyman Spitzer comenzó a diseñar un reactor Stellarator, en lo que más tarde sería el Laboratorio de Princeton de Física de Plasma.
Los primeros intentos de generar energía a partir de la fusión nuclear se realizaron de forma independiente entre sí y bajo secreto militar. En 1956, Ígor Kurchátov, exjefe del programa de bombas atómicas soviéticas, rompió el secreto con una conferencia en el centro de investigación de Harwell en Inglaterra. En la segunda conferencia nuclear internacional de Ginebra en 1958, se decidió por primera vez dar a conocer los resultados y fortalecer la cooperación internacional, también en vista de las grandes dificultades tecnológicas.
Más tarde supuso un gran avance para la Fusión nuclear, la publicación de un relevante artículo en 1957 por Margaret Burbidge, Geoffrey Burbidge, Fowler y Hoyle. Este trabajo posterior al de Hans Bethe, recogió y refinó las investigaciones anteriores en un marco coherente que dio explicación a las diferentes abundancias de los elementos.
En la primavera de 1956, Oleg Lavréntiev fue desmovilizado del ejército y enviado al Instituto de Física y Tecnología de Járkov (KIPT), Járkov, RSS de Ucrania, URSS, y presentó su informe sobre la teoría de las trampas electromagnéticas al director del Instituto, Kyrylo Synélnykov. En 1958, el Instituto de Física y Tecnología de Járkov construyó la primera trampa electromagnética.
Un sorprendente récord de temperatura se estableció en el tokamak soviético T3 en 1968 con 10 millones de grados en 10 milisegundos. Después de que esto se dio a conocer en Occidente y el diseño de tokamak se convirtió en la base de casi todos los experimentos relevantes posteriores.
En Europa el Tratado Euratom se firmó en 1958, en el que seis países se comprometieron inicialmente a trabajar juntos en el campo de la energía nuclear y la investigación nuclear. En 1973, se decidió construir el Joint European Torus (JET) en Culham (Gran Bretaña), que actualmente es el tokamak más grande. En 1983, entró en funcionamiento el reactor. El 9 de noviembre de 1991, se liberó por primera vez en el JET una cantidad significativa de energía procedente de la fusión nuclear controlada. Un plasma de deuterio-tritio proporcionó una producción de 1,8 megavatios durante dos segundos. En 1997, se logró una producción de fusión de 16 megavatios, aunque se requirieron 24 megavatios para el calentamiento del plasma. 
Desde el récord de temperatura soviético en 1968, la Universidad de Princeton estadounidense había trabajado intensamente en proyectos de tokamak junto con el concepto de Stellarator. El reactor de prueba de fusión Tokamak (TFTR) en el Princeton Plasma Physics Laboratory (PPPL) logró éxitos similares a los del JET europeo competidor. En 1994, se alcanzaron 10,7 megavatios de potencia de fusión y, en 1995, una temperatura de plasma de 510 millones de °C. La operación TFTR, de 1983 a 1997. De 1999 a 2016, se llevó a cabo una investigación sobre el sucesor National Spherical Torus Experiment (NSTX).

## Fusión estelar
La fusión de átomos ligeros como el hidrógeno a temperaturas extremadamente altas, que se produce en el interior de las estrellas, en todos los rincones del universo. Este confinamiento gravitatorio, puede considerarse la fuente natural de energía más importante que conocemos.
Toda la masa estelar, al contraerse y fusionarse bajo la presión extrema de confinamiento gravitatorio, hace que el hidrógeno se reconvierta en helio (He). En estas reacciones, aproximadamente 0,5 por ciento de la masa del hidrógeno se convierte en energía, de acuerdo con la famosa ecuación de Einstein E = mc2, que relaciona la masa y la energía. De este modo, las estrellas irradian energía en modalidad de luz y de calor.

## El campo magnético
Este campo consta de sólo dos componentes: uno toroidal y otro poloidal.
Los fundamentos magnéticos del confinamiento plasmático son:
- Campo magnético toroidal, generado por las bobinas equidistantes que hay alrededor del toroide.

- Campo magnético poloidal, producido por una corriente eléctrica que fluye en el interior del plasma, inducida principalmente por el solenoide central.

- Campo magnético helicoidal, resultante de la suma de los campos toroidal y poloidal. Tiene forma de muelle enrollado sobre sí mismo.

- Electroimanes, que inducen corriente en el plasma.

Todo esto se hace posible gracias a Hendrik Antoon Lorentz, que demuestra como las cargas eléctricas que circulan en el interior de un campo magnético, experimentan una fuerza, llamada de Lorentz. La Ley de Lorentz explica, como una partícula cargada, que se mueve dentro de un campo magnético, expresa una fuerza que será perpendicular al vector del campo y al vector del desplazamiento, con lo que conseguiremos que la partícula circule siempre en el interior de dicho campo.

## Confinamiento

Fusión deuterio - Tritio, en el interior de un reactor.

Con el fin de conseguir la fusión nuclear y superar la barrera electrostática-térmica funcional, el interior del reactor ha de ser calentado a unos 150 millones de °C (270 millones de °F), hasta que el combustible alcance el estado de plasma alterado. A esta temperatura es más fácil separar los electrones del núcleo y que éste se aproxime a otro venciendo las fuerzas de atracción electrostáticas-nucleares. 

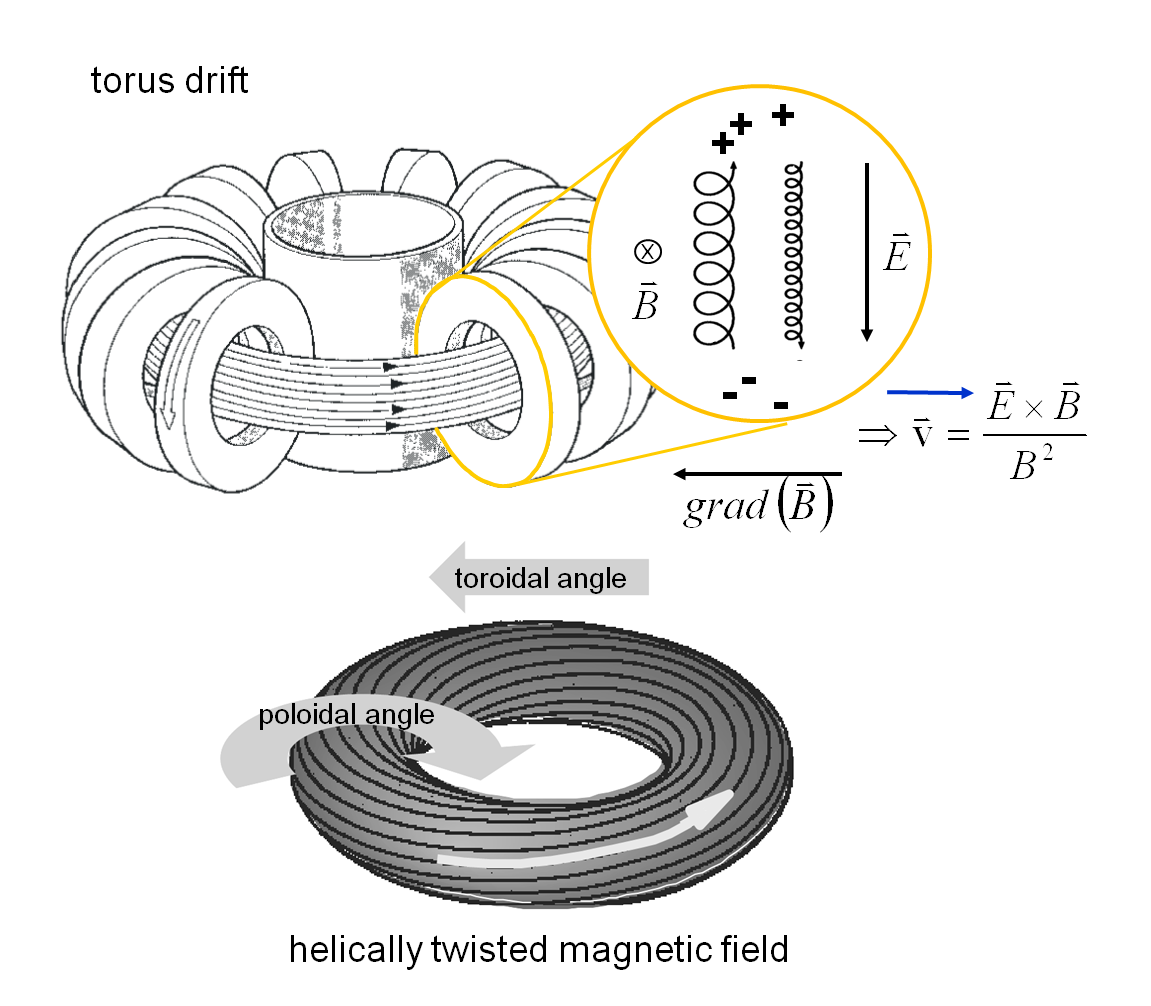
Confinamiento magnético.

Confinando el plasma mediante una trampa magnética, conseguimos que esa energía térmica quede aislada, para que no ceda temperatura y no se fundan las paredes del reactor.
Existen tres clases principales de confinamiento.
- Confinamiento gravitatorio. Su creación es natural. Se basa en confinamiento de las partículas por creación del potente campo gravitatorio de las estrellas, fenómeno que actualmente no es posible imitar en la Tierra, por lo cual se investiga la factibilidad de otros campos.

- Confinamiento magnético. Se basa en creación de campos magnéticos, con el objetivo de confinar y guiar el gas plasmático ionizado en el interior del reactor. Para conseguir un funcionamiento óptimo es esencial contener el plasma confinado, para que se mantenga unido y circule únicamente por senderos previamente delimitados, sin contacto alguno con las paredes del reactor, a fin de mantener una temperatura y una densidad plasmática óptimas para la fusión. Así se evitan:

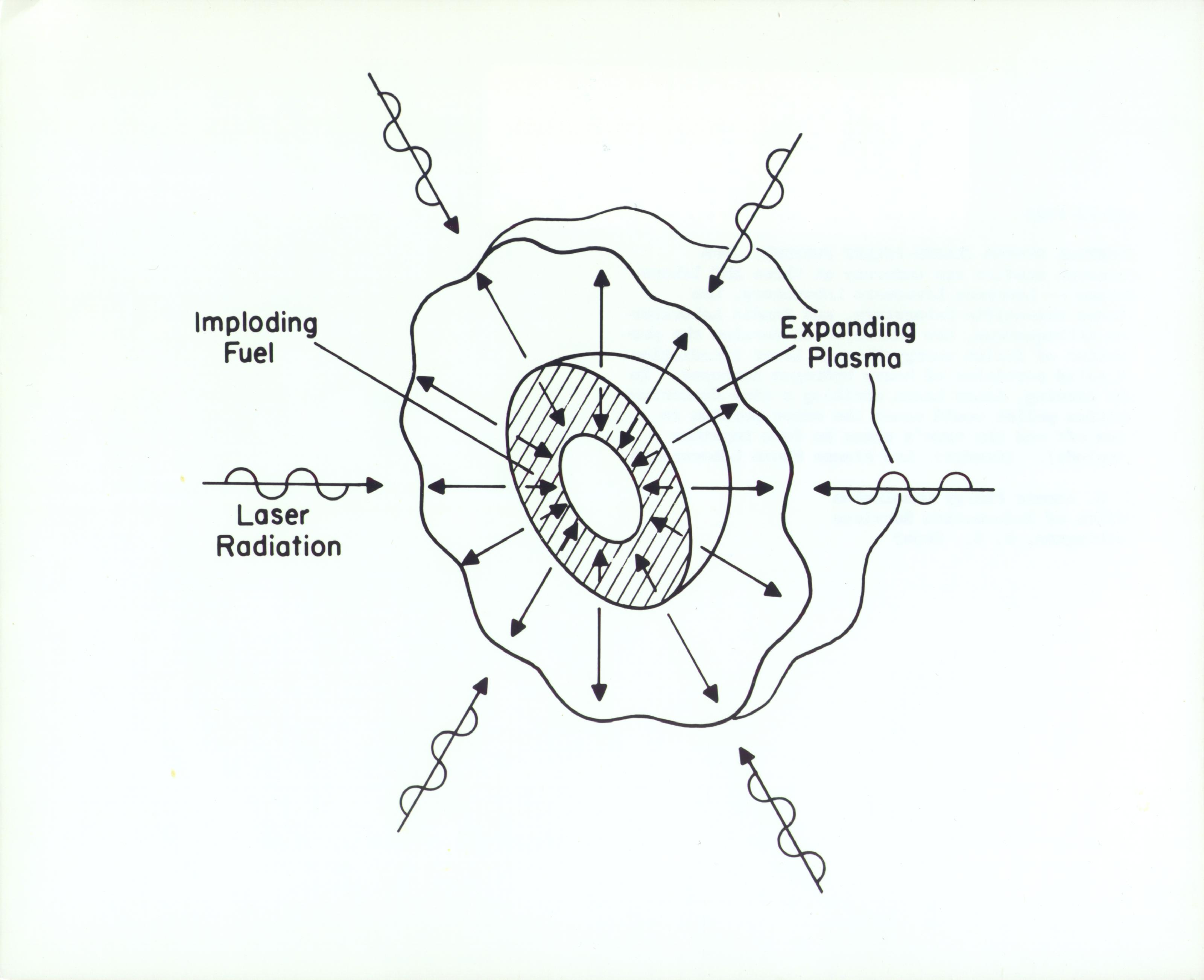
Confinamiento inercial.

1. Contaminaciones del plasma. 2. Deterioro de la vasija. 3. Fugas de radiación. 4.  Pérdidas de temperatura.
- Confinamiento inercial. Se basa en generación rápida de energía antes que el plasma pueda expandirse. El combustible a baja temperatura se calienta rápidamente desde la superficie, cuyo resultado es un plasma que se comprime hasta alcanzar densidades muy elevadas y temperaturas termonucleares. Esto se logra generando calentamiento del combustible mediante láseres, por lo cual se obtiene presión muy potente, que se aplica sobre un punto concreto del gas ionizado, que lo presiona y genera ignición y fusión del combustible, así como expansión y calor de la reacción nuclear. El momento del confinamiento en sí es el tiempo de inercia entre la presión máxima y la expansión.[3][4]
- Confinamiento por pinzamiento. Consiste en comprimir el plasma en movimiento guiado por campos magnéticos opuestos: uno generado por el propio plasma en movimiento y el otro generado externamente. Este confinamiento se basa en la Ley de Lenz, donde el campo electromagnético relaciona cambios producidos en el campo eléctrico por un conductor con la propiedad de variar el flujo magnético, y afirma que las tensiones o voltajes aplicadas a un conductor, generan una F.E.M (fuerza electro motriz) que se opone al paso de la corriente que la produce.

## Fusión nuclear
Para entender algo mejor el fenómeno de Fusión nuclear hay que adentrarse en la física atómica y tener en cuenta los Criterios de Lawson, enunciados por John Lawson en 1957.  En la base de la física atómica, el átomo se compone de un núcleo central formado por protones, que tienen carga eléctrica positiva, y neutrones, que son eléctricamente neutros. Orbitando alrededor del núcleo se encuentran los electrones, cargados negativamente.
La fuerza nuclear fuerte es la fuerza fundamental que mantiene unido el núcleo, los protones y los neutrones. Debido a su carga negativa, los electrones resultan atraídos hacia el núcleo por fuerzas eléctricas menos potentes que la fuerza nuclear fuerte.

Fusión: Deuterio + Tritio = Helio + neutrón + energía.

Para que pueda ocurrir una reacción de fusión, dos átomos ligeros tienen que unir sus núcleos, cuyo resultado es un núcleo mayor. En este proceso se libera energía que proviene de la fuerza nuclear fuerte que unía el núcleo.
Con el fin de conseguir la fusión de dos átomos, hay que superar la fuerza de repulsión mutua que ejercen los protones de los dos núcleos. Sólo si ambos núcleos se acercan lo suficiente pueden superar la cresta de repulsión. Esto se consigue haciéndolos chocar a gran velocidad y elevando la temperatura del reactor a unos 150 millones de grados.
A esas temperaturas los átomos se mueven a una velocidad tal que provocan la separación en núcleos y electrones libres, pues dejan de estar unidos por la fuerza eléctrica que los unía. Tal condición de la materia es el cuarto estado, superior al estado gaseoso. A este cuarto estado se le denomina «plasma».

Para conservar estas altas temperaturas, hay que evitar que el plasma choque contra las paredes del reactor. A fin de evitar estos choques se utilizan campos magnéticos. Con ayuda de estos campos las partículas del plasma siguen las líneas magnéticas, como si fuesen guiadas por un carril.

Interior de un reactor de fusión termonuclear por confinamiento magnético, de la clase Tokamak.

En caso de accidente, en un reactor de fusión los combustibles (D y T) no generan reacción en cadena que pueda contaminar el ambiente como ocurre con la fisión nuclear. Si al reactor de fusión se le deja de suministrar combustible, cesa la reacción. Ello implica que este tipo de reacción, por fusión, sea limpio, seguro y ecológico.
En la fusión hay que unir dos núcleos atómicos ligeros, que da lugar a un núcleo más pesado, con liberación de energía. En el interior del reactor se fusionaran dos isótopos de hidrógeno: deuterio y tritio, cuyo resultado de la reacción, es un neutrón, un átomo de helio y mucho calor (El calor es la energía resultante, como consecuencia de la destrucción de la fuerza atómica fuerte, de los núcleos de los átomos de deuterio y de tritio).
Fisionando el litio (Li) se obtendrían tritio y helio (He). El tritio es un isótopo del hidrógeno con poca radiactividad y puede ser reciclado en un ciclo cerrado, dentro del propio reactor. Las reservas de litio en el planeta son muy abundantes, por lo que se dispondría de T durante miles de años.
El deuterio se obtiene del hidrógeno del agua, por lo cual se convierte en una fuente casi inagotable de combustible. En un litro de agua hay 33 miligramos de deuterio. Si se le fusiona con tritio se obtiene energía comparable a 350 litros de gasolina.
En un reactor de fusión la presencia de tritio es un asunto de seguridad importante, porque es un gas radiactivo que en estado natural tarda doce años en volverse inocuo. Artificialmente se produce en el interior del reactor a partir de litio. Por ello no hay que transportar el material radiactivo. En una central en funcionamiento nunca se acumularía mucha cantidad de este elemento químico. Las paredes del reactor se vuelven radiactivas; esta radiactividad desaparece totalmente en unos cincuenta años.

## Combustible
Para emular al Sol y reproducir una fusión artificial a pequeña escala, en lugar de hidrógeno, como combustibles se utilizan deuterio (²H) y tritio (³H), según los criterios de Lawson, aunque en algunos proyectos, también se experimenta con Helio-3 (³He), dado que, para fusionarse, estos tres isótopos del hidrógeno y el helio, necesitan menor energía calorífica que la utilizada por las estrellas.
Aunque a día de hoy, no existen reactores de fusión que hayan operado durante períodos de tiempo relevantes, ni que hayan permitido aprovechar su energía, los principales combustibles que podrían utilizarse en estos reactores serían el tritio (³H) y el deuterio (²H), pudiendo usar también el helio tres (³He). Muchos otros elementos pueden fusionarse si se les fuerza a acercarse entre sí lo suficiente, para lo cual es necesario alcanzar temperaturas suficientemente altas. En general, se considera que habrá tres generaciones de combustibles de fusión dependiendo de la factibilidad técnica de poder lograr la fusión de distintos núcleos atómicos de elementos ligeros.

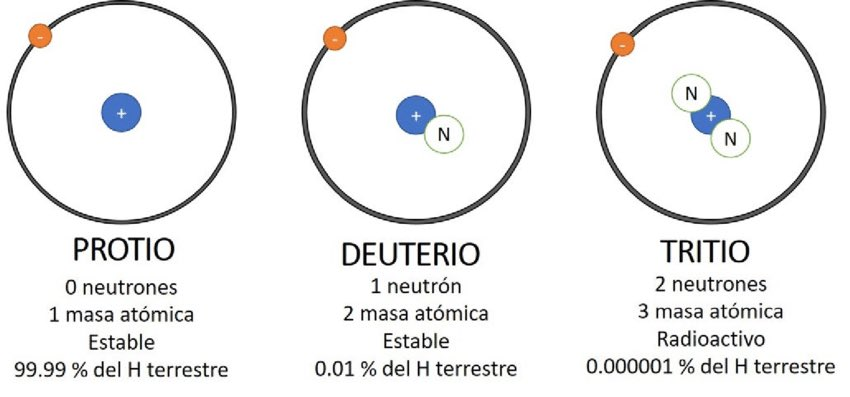
Hidrógeno, Deuterio y Tritio.

Combustible de fusión de primera generación:
El deuterio y el tritio son considerados la primera generación de combustibles de fusión; existen varias reacciones en las cuales pueden fusionarse juntos. Las tres reacciones más habituales son:
²H + ³H → n (14,07 MeV) + 4He (3,52 MeV)
²H + ²H → n (2,45 MeV) + ³He (0,82 MeV)
²H + ²H → p (3,02 MeV) + ³H (1,01 MeV)
Combustible de fusión de segunda generación:
La segunda generación de combustibles requiere o bien alcanzar temperaturas más altas de confinamiento para lograr la fusión o tiempos de confinamiento más prolongados, que los requeridos para los combustibles de primera generación. Este grupo está formado por deuterio y helio tres. Los productos de estos reactivos son todas partículas cargadas, pero existen reacciones laterales no beneficiosas que llevan a la activación radioactiva de los componentes del reactor de fusión.
²H + ³He → p (14,68 MeV) + 4He (3,67 MeV)
Combustible de fusión de tercera generación:
Hay varios combustibles de fusión potenciales en la tercera generación. La tercera generación de combustibles de fusión producen sólo partículas cargadas en el proceso de fusión y no hay reacciones laterales. Por lo tanto, no habría ninguna activación radioactiva en el reactor de fusión. A menudo esto es visto como el objetivo final de la investigación de la fusión. El ³He es el combustible de tercera generación que es más probable que se utilice primero ya que tiene la menor reactividad de Maxwell en comparación con otros combustibles de fusión de tercera generación.
³He + ³He → 2p + 4He (12,86 MeV)
Otra reacción de fusión aneutrónica podría ser la de protón-boro:
p + 11B → 3 4He
Según estimaciones razonables, las reacciones laterales serían de alrededor del 0,1% de la energía de fusión llevada a término por los neutrones. Con 123 keV, la temperatura óptima de esta reacción es cerca de diez veces más que para las reacciones de hidrógeno puro, el confinamiento de energía debiera ser 500 veces mejor que la requerida para la reacción D-T, y la densidad de energía sería 2.500 veces más baja que para D-T.

## El plasma

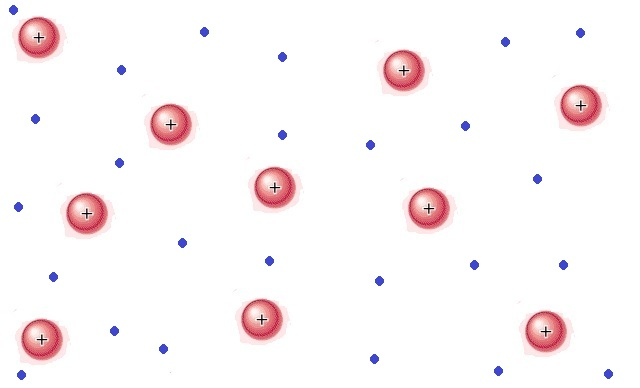
En el plasma, los electrones son separados de sus núcleos y forman un "mar de electrones".

Es el cuarto estado de la materia; es un gas ionizado, o sea que los núcleos están separados en dos tipos de partículas: iones (positivos) y electrones (negativos). De este modo el plasma es un estado parecido al gas, pero compuesto por electrones, cationes (iones de carga positiva) y neutrones, todos separados entre sí y libres. Por esta razón es un excelente conductor.

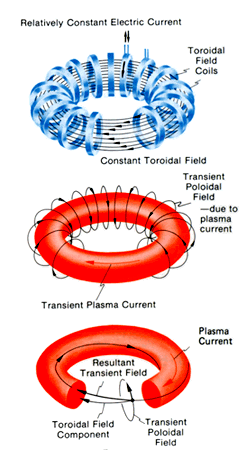
Trampa magnética toroidal.

## Campo toroidal
Está compuesto por bobinas. El giro tridimensional del eje central de la configuración se genera mediante dos bobinas centrales: una circular y otra helicoidal. La posición horizontal del plasma se controla mediante las bobinas de campo vertical.

## Trampa magnética
En la primavera de 1956, Lavréntiev fue enviado al Instituto de Física y Tecnología de Járkov (KIPT) y presentó su informe sobre la teoría de las trampas electromagnéticas al director del Instituto, Kyrylo Synélnykov. En 1958, KIPT construyó la primera trampa electromagnética.
La trampa magnética se obtiene por medio de varios conjuntos de bobinas (circular y helicoidal) que configuran totalmente las superficies magnéticas antes de generar el plasma.
La acción conjunta de estos campos magnéticos origina superficies magnéticas que guían las partículas del plasma para que no choquen contra las paredes de la cámara.

## Inicio de la reacción
El plasma se calienta con microondas a la frecuencia ciclotrónica de los electrones e inserción de haces de átomos neutros de hidrógeno. También se experimenta con láseres para calentar el combustible e iniciar la reacción.

## Tokamak
Para evitar que las partículas del plasma, choquen contra los extremos del reactor, científicos soviéticos inventaron el reactor «Tokamak». Fue ideado en los años 1950 por los físicos soviéticos Ígor Tam y Andréi Sájarov, basándose en las ideas propuestas por Oleg Lavréntiev en 1950.
Un Tokamak es un reactor termonuclear por confinamiento magnético, que tiene forma de cámara toroidal o cilindro anular toroide, algo parecido a una rosquilla sin extremos. Es un tubo hueco, rodeado exteriormente con unas bobinas que harán posible la trampa magnética. Por su interior circula el plasma confinado, a más de 150 millones de grados, guiado desde el exterior por un campo magnético, con la finalidad de que el plasma sea confinado y no toque las paredes del Tokamak, lo cual causaría pérdida de temperatura. Para que el reactor sea seguro necesita presión baja con el fin de que la densidad del plasma también lo sea. Tecnológicamente esto puede ser complicado, pero es indispensable para el buen funcionamiento del reactor.
La trampa magnética
Con una forma cilíndrica permite colocar este solenoide superconductor en el interior del orificio central de la cámara de vacío, induciendo de esta forma en el plasma una enorme corriente eléctrica. Su misión consiste en generar el campo magnético capaz de confinar el plasma en su interior, evitando que el gas llegue a tocar la cámara de vacío. Estos imanes alcanzan la superconductividad cuando se enfrían a una temperatura de 269 °C bajo cero. Este poderoso imán optimiza la forma del plasma, lo estabiliza, y ayuda a elevar su temperatura por encima de los 150 millones de grados centígrados, gracias a un mecanismo conocido como Efecto Joule.

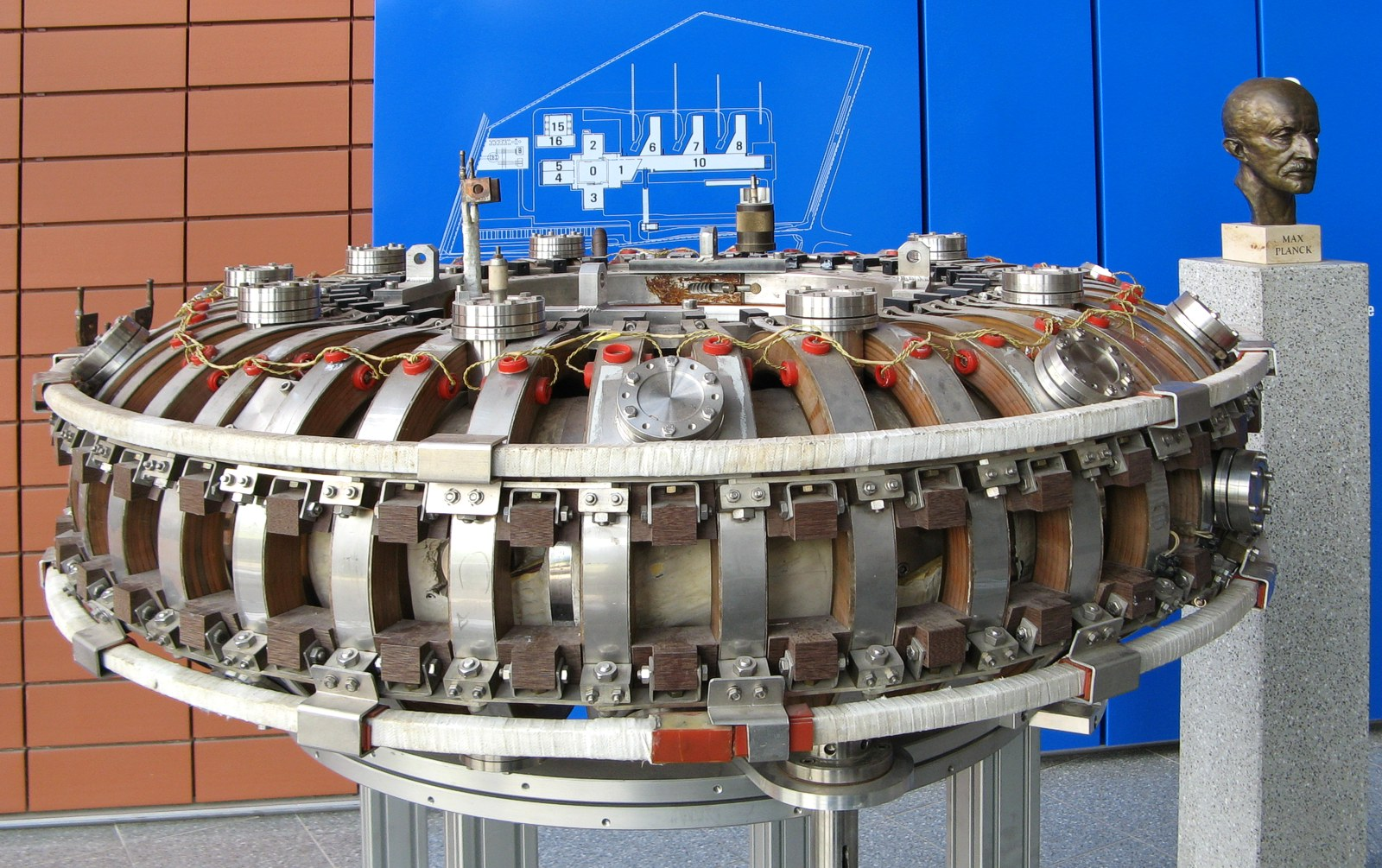
Prototipo de un reactor de fusión Tokamak.

El campo magnético de un Tokamak está compuesto por:
- Solenoide central: superconductor que induce la corriente en el plasma.

- Bobina toroidal: superconductora que confina y estabiliza el plasma. Está situada exteriormente en espiral alrededor del toroide.

- Bobina poloidal: superconductora que confina y posiciona el plasma del toroide. Se ubica en la parte más exterior, longitudinalmente al toroide.

- Transformadores: conducen la electricidad que abastece a las bobinas toroidales y poloidales.

Cámaras de contención
- El mantoː protege la cámara de vacío, el criostato y los imanes del calor y el impacto directo de los neutrones de alta energía.

- Cámara de vacío: Se trata de la cámara de vacío de forma toroidal herméticamente sellada donde se produce la fusión. El torus contribuye a la estabilización del plasma, de manera que los átomos giran a mucha velocidad alrededor del hueco central del reactor, pero sin tocar en ningún momento las paredes del toro gracias a la trampa magnética. Entre sus paredes circula un flujo continuo de agua refrigerada, para evitar que el sistema alcance un punto crítico de temperatura. Sus paredes están diseñadas para contención de la radiación residual que se produce en su interior, formando una primera barrera de seguridad..

- Criostatoː Se trata de una cámara de acero inoxidable que se encarga de proporcionar un alto vacío que facilite la fusión de los núcleos de deuterio y tritio que conforman el plasma a alta temperatura.

- El divertorː Se trata de la base de la cámara de vacío del reactor y se encarga de purificar el plasma, permitiendo la extracción de las impurezas resultantes durante la fusión. El agua refrigerada que circula en su interior se encarga de refrigerar el divertor del bombardeo de los neutrones de alta energía del plasma, que chocan contra sus escudos de tungsteno.

Los componentes que ayudan a elevar la temperatura del plasma, hasta que alcance la temperatura crítica, son la inyección de haces o chorros de átomos neutros muy energéticos y las radiofrecuencias.
Los Tokamak tienen varias cryopomps (criobombas), que trabajan bajo un frío extremo para refrigerar los imanes de la trampa magnética, crear el vacío y así extraer mejor las cenizas del helio generado por la reacción de fusión de deuterio-tritio. Estas entran en funcionamiento después de que las bombas mecánicas hayan vaciado la mayor parte de las moléculas de aire y las impurezas de la cámara toroidal.
El plasma que circula en el interior del «torus» central está compuesto por 50 % de deuterio y 50 % de tritio, lo cual puede generar millones de watts,, que podrían abastecer miles de casas, pero también hay que tener en cuenta que todo el proceso, requiere mucha energía, para mantener el plasma circulando a tales temperaturas.
En caso de accidente en un reactor de fusión, los combustibles (D y T) no generan reacción en cadena que pueda contaminar el ambiente, como ocurre con la fisión nuclear. Si al reactor de fusión se le deja de suministrar combustible, cesa la reacción. Ello implica que este tipo de reacción, por fusión, sea limpio, seguro y ecológico.

Logo del proyecto ITER.

El proyecto ITER demostrará que científica y técnicamente el método Tokamak de fusión es viable. Tendrá que ser capaz de generar 500 megavatios de energía durante cierto tiempo. El proyecto tendrá una función experimental para probar tecnologías imprescindibles con el fin de crear multitud de centrales de fusión industrial en todo el mundo. Se estima que para 2040 estará terminado todo el proyecto de investigación. El ITER producirá diez veces más que la energía requerida como combustible.
Los socios del proyecto ITER, liderados por la Unión Europea, son Estados Unidos, China, Rusia, Japón y Corea del Sur.
El Centro de Investigaciones Energéticas, Medioambientales y Tecnológicas (CIEMAT) es el referente de investigación española en el campo de la fusión nuclear. En junio de 2005 los socios del proyecto ITER acordaron construirlo en Francia. Su coste de construcción será de unos 4.700.000.000 (cuatro mil setecientos millones) de euros, con posibilidad de llegar el total de la financiación a 15.000.000.000 (quince mil millones) de euros.
El ITER entrará en funcionamiento aproximadamente en 2025. Se espera que para mediados de siglo las nuevas generaciones puedan disfrutar de una energía que no embargue el futuro de la humanidad.

## Stellarator

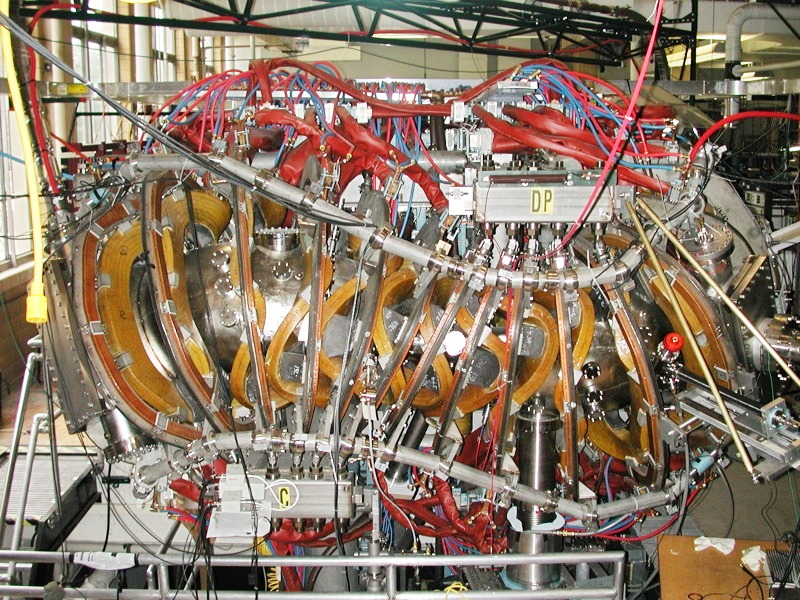
Prototipo de un reactor de fusión Stellarator.

Fue inventado por Lyman Spitzer en 1950 y construido un año después en lo que más tarde sería el Laboratorio de Princeton de Física de Plasma. 
Los stellarators («estelaratores») son reactores de fusión toroidales con un campo magnético poloidal producido por bobinas exteriores al plasma. Es uno de los primeros dispositivos de confinamiento magnético diseñados. Su funcionamiento es continuo, pues no existe corriente plasmática inductiva alguna, ni implica riesgo de interrupciones, por no existir corriente interna en el plasma.
Stellarator es un dispositivo utilizado para confinar plasmas calientes mediante campos magnéticos con el objetivo de mantener reacciones de fusión nuclear de forma controlada.
Existen tres tipos de estelaratores:
- Torsatrones: tienen bobinas helicoidales continuas.

- Modulares: de bobinas no planas.

- Helíacos: conjunto de bobinas planas circulares, distribuidas a lo largo de una hélice enrollada alrededor de una bobina central circular.

Los resultados de los stellarators actuales han sido buenos, iguales a los obtenidos en tokamaks y son prometedores a largo plazo, aunque su estudio va retrasado respecto a estos. En Mecklenburg-Vorpommern, Alemania, han finalizado el montaje del Wendelstein 7-X (W 7-X), un stellarator que tiene como objetivo la producción de 30 pulsos por minuto, una duración que solo está limitada por la potencia de refrigeración de la instalación. Se desea estudiar la estabilidad de un plasma de pocos miligramos de hidrógeno calentado hasta unos cien millones de grados y mantenerlo estable en el reactor durante al menos 30 minutos. Es solo un proyecto de simulación y en él nunca se inyectará combustible.

## Fusión por confinamiento inercial

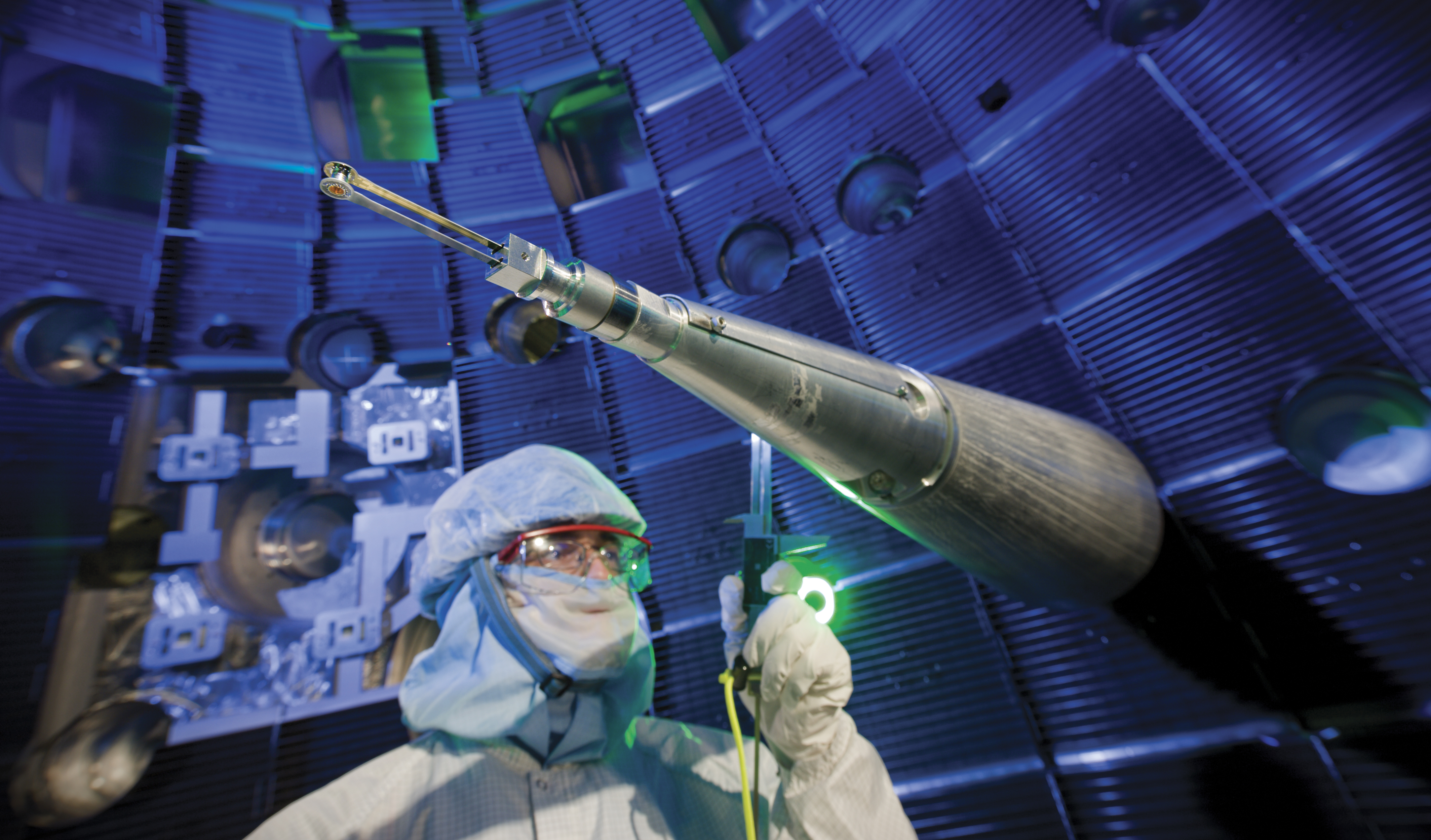
La instalación NIF, es un gran proyecto de fusión inercial, que trata de demostrar la viabilidad de la fusión nuclear como fuente de energía.

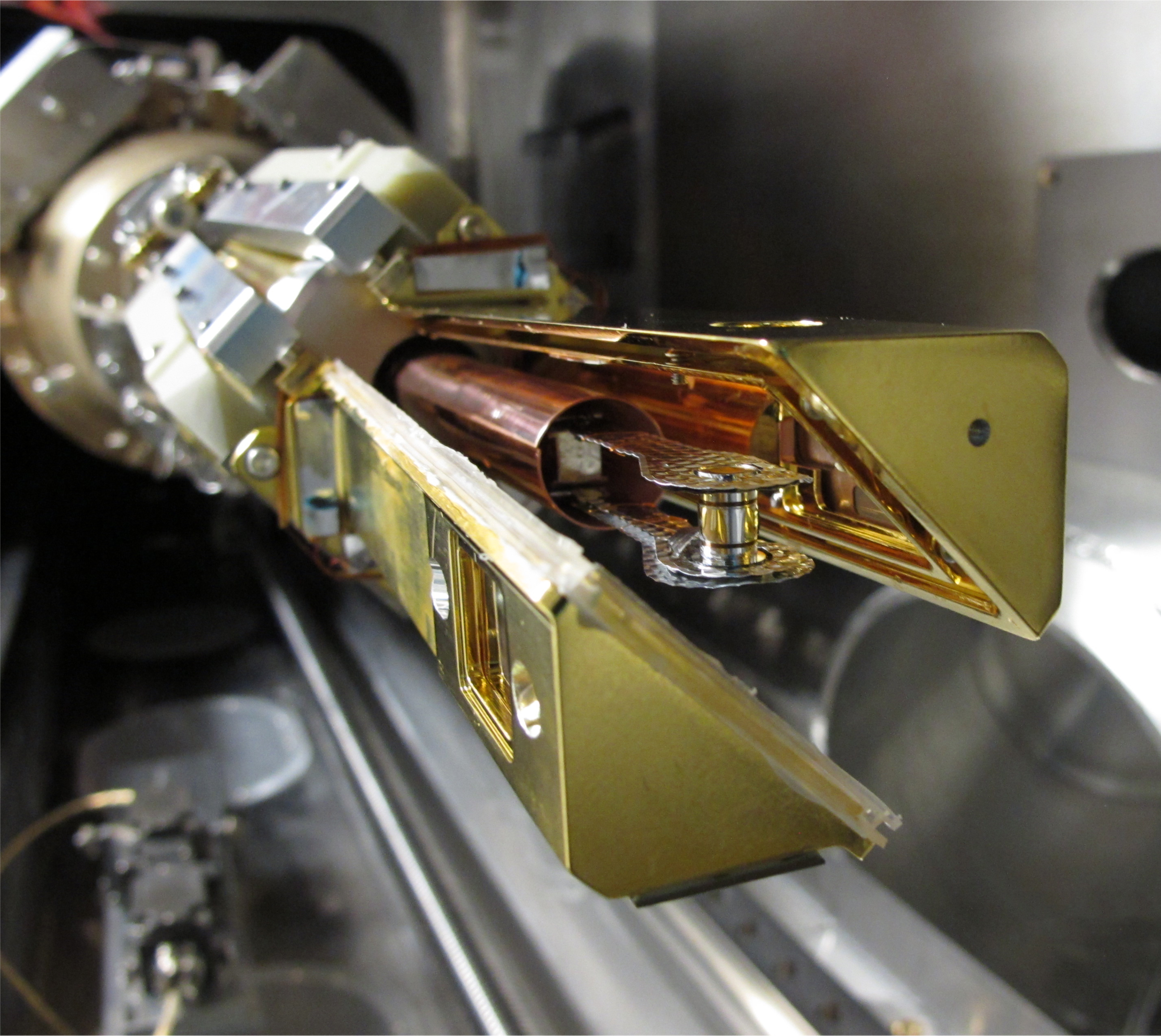
Conjunto de dianas para el experimento de encendido del NIF.

En el confinamiento inercial,  el plasma es contenido a unas altas densidades, por un leve margen de tiempo.
Esto se consigue inyectando una gran cantidad de energía sobre el combustible. Para ello se utilizan haces de alta energía de la luz láser, electrones o iones. La capa exterior se calienta mucho y muy rápido, saliendo despedida hacia fuera al explosionar, empujando y comprimiendo, al resto de capas interiores hacia el centro mediante ondas de choque, alcanzando grandes temperaturas y creando la fusión.
Como combustible se utiliza una pequeña pastilla de deuterio-tritio.  Inyectándole una gran cantidad de energía, conseguimos que se expanda la capa más exterior, produciendo choques energéticos que impulsan parte de la pastilla hacia el interior. El núcleo alcanza así una gran densidad. Ese gran aumento de temperatura, fuerza a que se cree la fusión en un leve lapsus de tiempo. 
Las experimentaciones de este confinamiento se han realizado mediante la fusión por láser,  y la fusión de haz de iones.

Proceso de implosión, comienzo de la fusión y de liberación de energía de una cápsula de combustible de fusión.

1. El rayo láser calienta rápidamente la superficie del objetivo o blanco, lo cual genera plasma alrededor. 2. El objetivo se comprime debido a expulsión del material que lo rodeaba en la superficie. 3. Se produce la implosión de la microcápsula, alcanza a obtener una densidad de 20 veces la del plomo y hace ignición a 100 000 000 °C. 4. La reacción termonuclear se distribuye por el combustible, provoca salida de varias veces la energía entrante, después genera un efecto parecido al de una supernova y el objetivo queda quemado.

## Proyectos y experimentación
Existen proyectos de mini-reactores de fusión compactos muy interesantes, que se espera sean viables a corto plazo. Como el High beta fusion reactor y el The Polywell Nuclear Reactor, que de ser factibles, harían realidad el sueño del ser humano, de contener la energía de las estrellas, dentro de una botella.

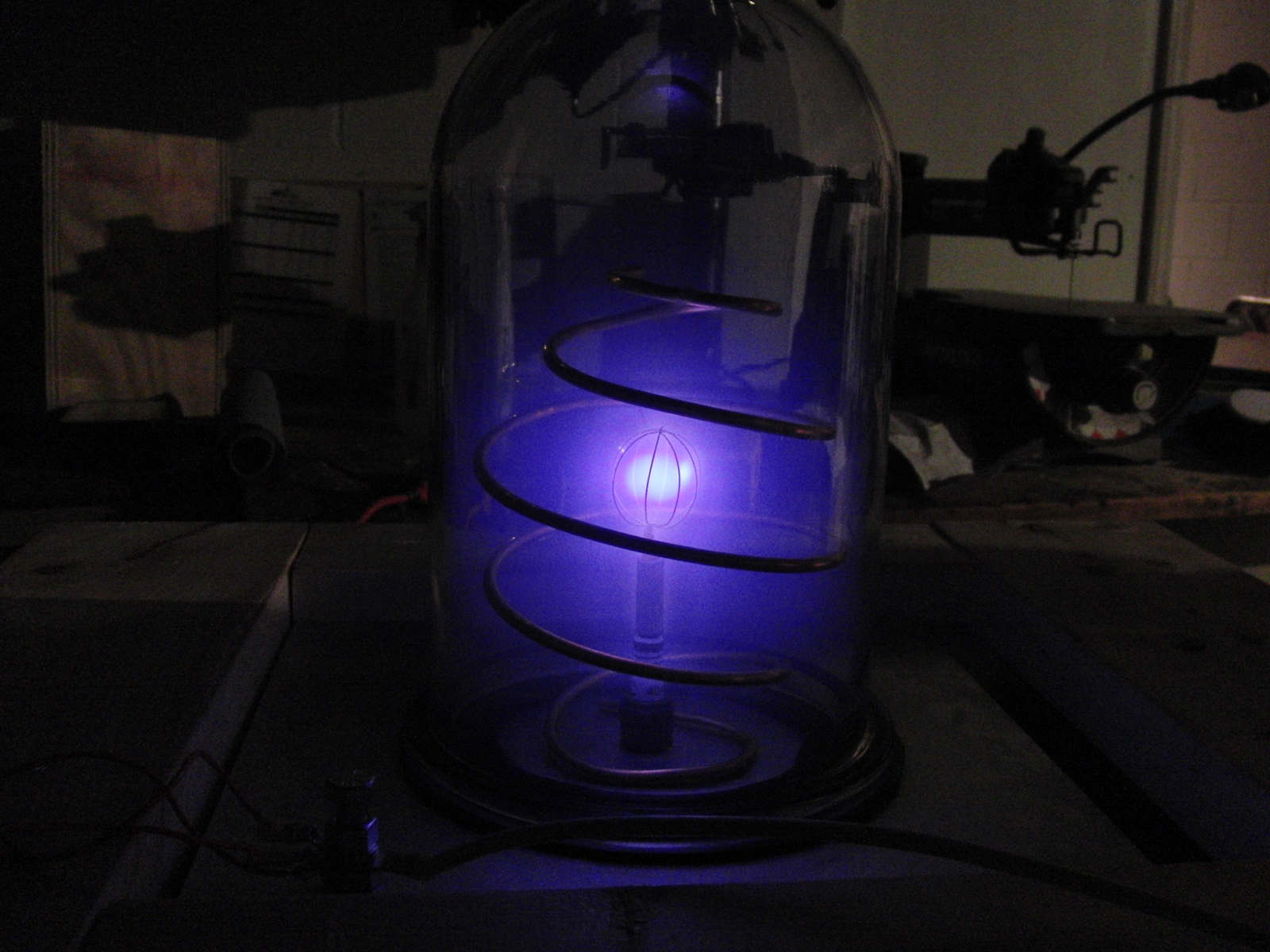
Proyecto de fusor por confinamiento de inercia electrostática.

Hasta el momento, uno de los reactores de fusión que ha demostrado alguna eficiencia energética, fue en 1991 el Joint European Torus (JET). Logró un pico de 1,7 MW, el cual fue el mejor registro en el mundo hasta el 2004. En este mismo experimento se consiguió un valor de Q=~0,7 donde Q es el ratio entre la energía saliente y la energía entrante del reactor, es decir en este caso para producir los 16 MW de potencia se requirió 22,8 MW, lo cual como es lógico imposibilita por ahora su viabilidad (Una planta autosuficiente requiere mínimo un Q>1).
Los reactores experimentales en construcción, como el proyecto internacional (ITER), siglas de International Thermonuclear Experimental Reactor, guiarán la viabilidad de los distintos sistemas de generación de energía por fusión en nuestro planeta. Demostrará que científica y técnicamente el método de fusión es viable. 

## Ventajas y desventajas

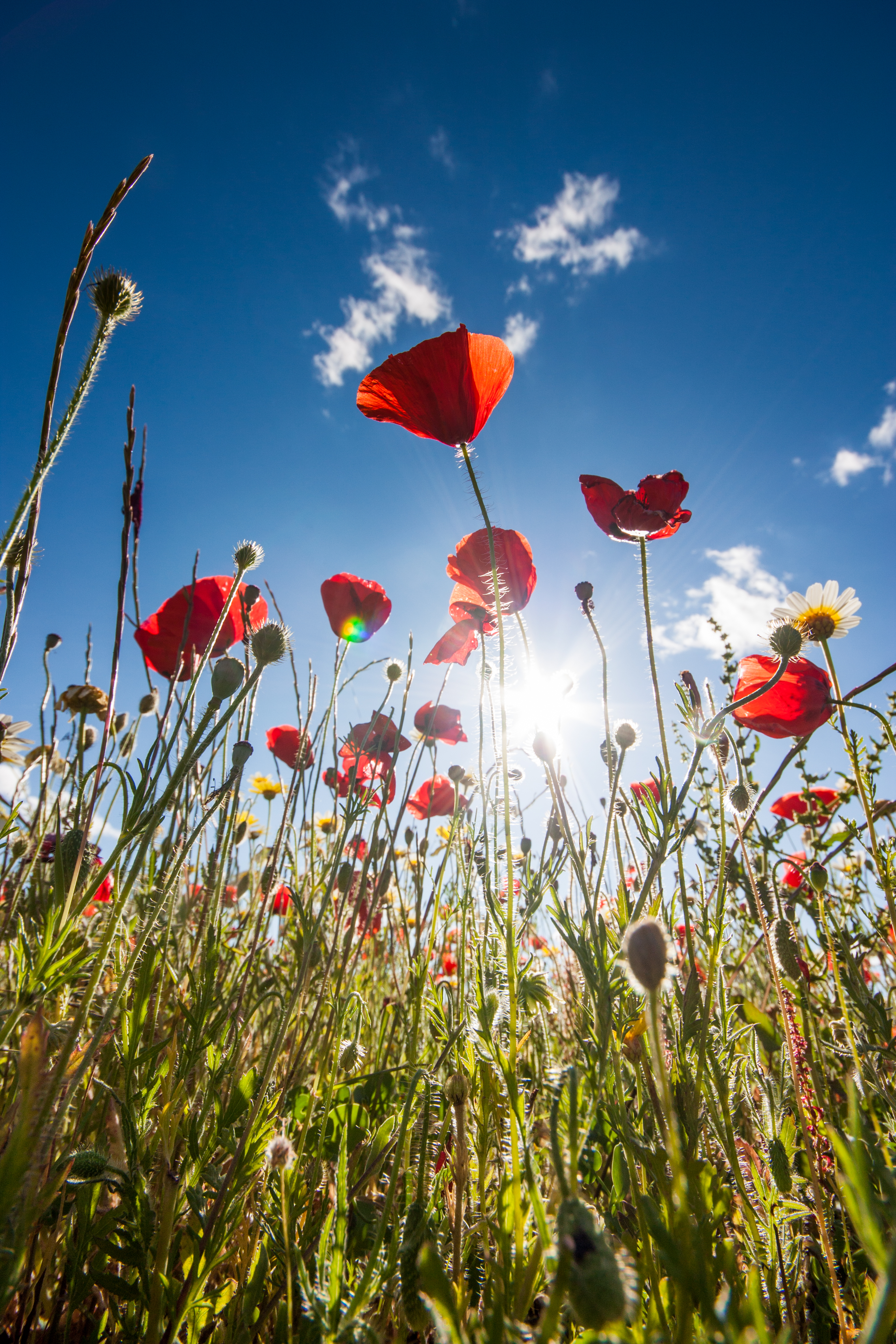
Imitando los procesos termonucleares producidos en el Sol, el ser humano busca una energía; limpia, inagotable y segura.

El ser humano siempre ha soñado con alcanzar una fuente de energía inagotable, limpia y segura. Sin efectos nocivos para el ambiente y la salud. Que cubra todas las necesidades del planeta, sin embargar el futuro de las nuevas generaciones.
Estudiando el modelo de fusión termonuclear, que se produce de forma permanente en el interior del Sol, se están realizando proyectos ecológicos, seguros y viables, cuyas reservas del combustible utilizado, (deuterio y tritio) son prácticamente inagotables y pueden demostrar, además de alta generación de energía, los mejores estándares de seguridad y respeto del entorno.
Sucede lo contrario en la fisión nuclear, donde el uranio es un combustible altamente peligroso y escaso, ya que fuera de control genera una reacción en cadena, de efectos catastróficos. Se calcula que las reservas de uranio en el planeta se agotarán en unos cuantos decenios. En caso de accidente en un reactor de fusión, bastaría suspender el suministro de combustible, con lo cual deja de funcionar el reactor y pocos metros más allá de la vasija cesa la radiactividad, ya que el deuterio es inocuo y el tritio es un isótopo escasamente radiactivo (unas 10 000 veces menor que el uranio), que además se podría reciclar en el interior del reactor.
No obstante, la vasija del núcleo en un reactor de fusión, no es 100% limpia y segura, ya que la radiación y las extremas temperaturas a las que se encuentra sometido el plasma, producen contaminación y peligrosidad. Al no existir reacción en cadena, la radiación se concentra únicamente en la vasija y sus inmediaciones.
A la espera de una fuente energética mejor, la fusión nuclear es una posible esperanza, que aspira a terminar con el uso inadecuado de los combustibles fósiles y la peligrosidad de la fisión nuclear.